# 橋本昂蔵
橋本 昂蔵（昻蔵、はしもと こうぞう、1898年（明治21年）4月10日 - 1970年（昭和45年）3月29日）は、日本の大蔵官僚、陸軍司政官、実業家。

## 概要
鳥取県出身。第一高等学校、東京帝国大学法学部政治学科卒業。1921年（大正10年）11月、高等試験行政科に合格し、1922年、大蔵省に入省（主計局属）。戦時中にはシンガポールへの赴任や南方軍、昭南軍で部長職なども務めた。戦後、公職追放された。退官後は理研鍛造会社で社長や会長などを務めた。墓所は多磨霊園。

## 官歴
- 1922年：大蔵省入省。主計局属
- 1927年7月：亀戸税務署長
- 1328年7月：神田税務署長
- 1929年8月：大蔵省銀行局検査課検査官
- 1937年5月：営繕管財局書記官。営繕管財局総務部国有財産課長
- 1940年8月：札幌税務監督局長
- 1941年7月：札幌財務局長
- 1941年12月：熊本財務局長
- 1942年10月：南方軍軍政総監部付
- 1942年11月：南方軍敵産管理部長
- 1944年4月：昭南軍軍政監部付兼軍政監部敵産管理部長
- 1944年7月：陸軍省軍務局付
- 1944年8月：大蔵省調査官。大臣官房
- 1944年9月：退官